# قائمة الفنانات العراقيات

هذه قائمة بالفنانات اللواتي ولدن في العراق أو يحملن الجنسية العراقية، أو اللواتي ترتبط أعمالهن الفنية ارتباطًا وثيقًا بهذا البلد.

## أ
- إنهدوانا ، شاعرة من القرن الثالث والعشرين قبل الميلاد، يُعتقد أنها أقدم شاعرة في العراق.
- أعتقال تاءاء (نشطة منذ سبعينيات القرن العشرين)، فنانة رقمية

## ت
- توبا خيدوري (مواليد 1964)، فنانة وسائط متعددة عراقية أسترالية (شقيقة راشيل خيدوري التوأم)
- تمارا سلمان (نشطة منذ عام 2004)، مصممة أزياء

## ج
- جنان العاني (مواليد 1966)، فنانة، ومصورة فوتوغرافية، ومخرجة أفلام، وباحثة

## ر
- ريم الأسدي (ناشطة منذ عام 2000)، مصممة أزياء
- ريهام القاضي فنانة متعددة التخصصات، (مواليد 1973)

## ز
- زينة زكي (مواليد 1974)، مصممة أزياء

## س
- سليمة صالح (مواليد 1942)، كاتبة قصص قصيرة ومترجمة وفنانة
- سما الشعيبي (مواليد 1973)، فنانة معاصرة
- سليمة مراد، مطربة (مواليد 1905)

## ف
- فيان سورا (مواليد 1976)، رسامة عراقية أمريكية
- فريال الأعظمي رسامة (مواليد 1950)

## ك
- كاجال أحمد شاعرة كردية عراقية (مواليد 1967 كركوك)

## ل
- ليلى العطار (1965-1993)، رسامة

## ن
- نجيبة أحمد شاعرة (مواليد 1954)

## ه
- هيفاء زنكنة (مواليد 1950)، كاتبة وفنانة وناشطة سياسية
- هالة أيلا (مواليد 1957)، مصورة فوتوغرافية، رسامة

## و
- وسما خالد شربجي (مواليد 1944)، فنانة خزفية وخطاطة ورسامة عراقية أمريكية

## ي
- ليزا فاتح (1941-1992)، رسامة ألمانية عراقية، متزوجة من النحات المؤثر إسماعيل فاتح الترك

## ك
- هيف كهرمان (مواليد 1981)، رسامة ونحاتة

## م
- هناء مال الله (مواليد 1958)، فنانة عراقية متعددة الوسائط
- مديحة عمر (1908–2005)، رائدة الحركة الحرفية
- نهى الراضي (مواليد 1941)، كاتبة مذكرات، خزافية، رسامة
- هناء صادق (ناشطة منذ الثمانينيات)، مصممة أزياء
- نزيهة سليم (1927–2008)، رسامة، نحاتة
- لورنا سليم (1928-2012)، رسامة بريطانية عراقية، زوجة جواد سليم، النحات العراقي المؤثر

## أنظر أيضًا
- الفن العراقي
- قائمة الفنانين العراقيين